# سوکوتو
سوکوتو (به لاتین: Sokoto) یک شهر در نیجریه است که در ایالت سوکوتو واقع شده‌است.

## خصوصیات
سوکوتو ۴۲۷٬۷۶۰ نفر جمعیت دارد.